# Alias (cómic)
Alias es un cómic de la serie creada por el escritor Brian Michael Bendis y artista Michael Gaydos. Fue publicado por Marvel Comics bajo el sello MAX de Marvel por un total de 28 números de 2001 a 2004.
La protagonista de Alias es Jessica Jones, una ex superheroína disfrazada llamada Joya que dejó esa vida atrás para convertirse en investigadora privada. El hilo conductor es el desarrollo del personaje de Jessica, ya que las capas de su pasado y su personalidad se revelan al lector mientras, simultáneamente, ella trata de aceptarlas ella misma.
Los personajes de la serie se trasladaron a la siguiente serie de Bendis, El Pulso. En 2016, Bendis y Gaydos crearon una serie de seguimiento, Jessica Jones.
Alias fue la base de la primera temporada de la serie de Netflix Jessica Jones, que se estrenó en noviembre de 2015.

## Historial de publicaciones
Alias fue uno de los títulos que lanzó el sello MAX "R-Rated" de Marvel. Fue escrito por Bendis e ilustrado durante la mayor parte de su recorrido por Michael Gaydos, con portadas de David Mack. Bendis relata en un texto en la página de cartas del número final del libro que fue una de las razones por las que se creó la impresión. El presidente de Marvel Publishing, Bill Jemas, leyó un borrador del guion del primer número de Alias (que, de manera característica, comienza con la palabra "Joder") y exclamó: "¿Por qué no pudimos publicar esto?".
Estar bajo el sello MAX impuso otras limitaciones a lo que los creadores podían hacer en la serie. Bendis dio esto como una razón para terminar la serie y trasladar a los personajes a El Pulso.
Algunos de los flashbacks del pasado de Jessica Jones están dibujados al estilo de las ediciones clásicas de Marvel Comics de las décadas de 1960, 1970, 1980 y 1990.

## Arcos de la historia

### "Investigaciones Alias" y "Nivel B" (números 1-9)
Con la tarea de buscar a una mujer desaparecida, Jessica se ve atrapada en una conspiración que involucra al Capitán América y al Presidente de los Estados Unidos. Posteriormente, la contratan para encontrar al recientemente desaparecido Rick Jones. El primer número presenta su relación con Luke Cage, con quien duerme después de conocerlo en un bar. El arco también establece la amistad de Jessica con Carol Danvers, quien intenta tenderle una trampa con Scott Lang. Otros personajes que aparecen en el arco incluyen a Daredevil (como el abogado de Jessica, Matt Murdock) y al villano de segundo nivel Hombre Montaña Marko.

### "Vuelve a Casa" (números 11 a 15)
A Jessica Jones se le asigna la tarea de buscar a una niña desaparecida que se rumorea que es una mutante en una pequeña ciudad con prejuicios. Ella descubre que la niña es una fugitiva y la lleva a casa.
El número 15 se superpone con Daredevil (Vol 2) # 36, que también fue escrito por Brian Michael Bendis. Ambos números representan la misma escena, en la que Natasha Romanova disfrazada visita a Matt Murdock en su despacho de abogados, desde dos perspectivas diferentes. La escena de Alias se centra en Jessica y Luke Cage, quienes discuten sobre su relación mientras hacen guardia fuera de la oficina de Murdock, mientras que la versión Daredevil de la escena muestra su conversación con Natasha. El número continúa mostrando la primera cita de Jessica con Scott Lang.

### "El Debajo" (números 10, 16-21)
J. Jonah Jameson contrata a Jessica para descubrir la identidad de Spider-Man. Más tarde, Mattie Franklin, la última Spider-Woman, desaparece y se le pide a Jessica que la encuentre. En el curso de su investigación, descubre que Mattie está envuelto en un inframundo criminal que produce Hormona de Crecimiento Mutante, una droga diseñada para dar a la gente común habilidades superpoderosas. En el camino, Jones se encuentra con un aliado inesperado en Jessica Drew, la Spider-Woman original, que también está investigando la desaparición de Franklin. Mientras tanto, la relación de Jessica con Scott Lang se vuelve tensa después de que un encuentro con Madame Web saca a relucir malos recuerdos de su pasado.

### "Los Orígenes Secretos de Jessica Jones" (números 22-23)
Los números 22-23 representan la adolescencia de Jessica, revelando que asistió a la Escuela Midtown High con Peter Parker. Jessica, entonces conocida como Jessica Campbell, pierde a sus padres y a su hermano en un accidente automovilístico con un camión que transportaba materiales peligrosos. Después de despertar del coma, Jessica es acogida por la familia Jones y pronto descubre que ha desarrollado superpoderes. La historia termina cuando Jessica decide convertirse en superheroína.

### "Púrpura" (números 24-28)
Los familiares de los asesinados por el Hombre Púrpura le piden a Jessica que encuentre evidencia de esos asesinatos que él nunca confesó. Jessica es inicialmente reacia, debido a su historia pasada con el Hombre Púrpura. Después de beber y terminar en el apartamento de Luke Cage, Jessica le cuenta a Luke sobre su historia con el Hombre Púrpura. Durante su carrera como superheroína llamada Joya, Jessica se encontró con el Hombre Púrpura en un restaurante. Él controló mentalmente a Jessica durante ocho meses, obligándola a bañarlo, verlo tener sexo con otras mujeres y hacer que suplicara por su atención. Un día, en un ataque de rabia, el Hombre Púrpura le ordenó a Jessica que fuera a matar superhéroes. Aunque la pelea que siguió rompió el control mental sobre ella, los Vengadores confundieron a Jessica con una amenaza y la golpearon gravemente. Jean Grey ayudó a Jessica a despertar de su coma resultante e implantó una defensa psíquica en su mente en caso de futuros encuentros con el Hombre Púrpura.
Después de enfrentarse al Hombre Púrpura en prisión, él escapa y Jessica se ve obligada a lidiar con él y su trauma pasado. Jean Grey activa la defensa psíquica de Jessica, lo que le permite derrotarlo. Después de la pelea, Jessica le dice a Scott Lang que está embarazada de tres meses y que él no es el padre. Más tarde ese día, Luke llega para confesar sus sentimientos por ella. Ella le dice que está embarazada de su hija, y la serie termina con ellos a punto de comenzar un nuevo capítulo de sus vidas.

## Ediciones recopiladas
La serie se recopiló en varios libros de bolsillo comerciales:
- Alias:
  - Volumen 1 (recopila Alias #1-9, ISBN 0-7851-1141-7, también publicado en tapa dura ISBN 0-7851-0872-6)
  - Volumen 2: Come Home (collects Alias #11-15, ISBN 0-7851-1123-9)
  - Volumen 3: The Underneath (collects Alias #10, 16–21, ISBN 0-7851-1165-4)
  - Volumen 4: The Secret Origins of Jessica Jones (recopila Alias #22-28, ISBN 0-7851-1167-0)
- Alias Omnibus (recopia Alias #1-28 y What If? Jessica Jones se hubiera unido a los Vengadores, ISBN 0-7851-2121-8)
- Alias Ultimate Collection:
  - Volumen 1 (recopila Alias #1-15, ISBN 0-7851-3732-7)
  - Volumen 2 (recopila Alias #16-28, ISBN 978-0-7851-4490-8)
- Jessica Jones: Alias:
  - Volumen 1 (recopila Alias #1-9, ISBN 0-7851-9855-5)
  - Volumen 2 (recopila Alias #11-15, ISBN 0-7851-9856-3)
  - Volumen 3 (recopila Alias #10, 16–21, ISBN 0-7851-9857-1)
  - Volumen 4 (recopila Alias #22-28, ISBN 0-7851-9858-X)

## Premios
La serie ganó el premio Comics Buyer's Guide por "Serie de cómics favorita" en 2003 y el Premio Harvey por "Mejor serie nueva" en 2002.
La serie también fue nominada a dos premios Eisner en 2004: "Mejor serie continua" y "Mejor historia serializada" (por "El Origen Secreto de Jessica Jones" y "Púrpura" en Alias # 22-28).

## En otros medios
Alias se adaptó a la primera temporada de la serie de televisión de Netflix 2015 Jessica Jones de Marvel Cinematic Universe (MCU), que fue desarrollada por Melissa Rosenberg para ABC Studios y Marvel Television. El cambio de nombre fue necesario debido a la serie no relacionada de ABC Alias, mientras que el personaje de Carol Danvers fue reemplazado por Trish Walker (un personaje compuesto de Danvers, Foolkiller y Patsy Walker) debido al desarrollo de Capitana Marvel. (2019).